# Maria Theresia Löw

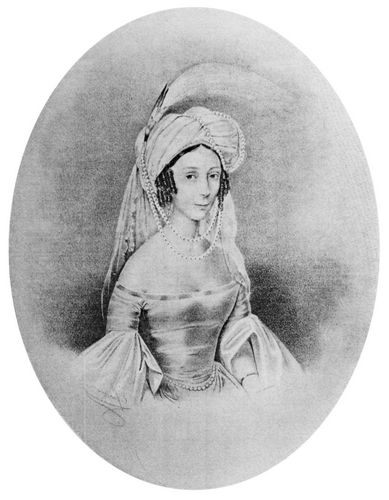
Maria Theresia Löw als Rebecca in Heinrich Marschners Der Templer und die Jüdin

Maria Theresia Löw (* 27. März 1809 in Heidelberg; † 30. Dezember 1885 in Berlin) war eine deutsche Sopranistin und Harfenistin.

## Leben
Nach ihrer musikalischen Ausbildung in Frankfurt bei Heinrich Anton Föppel hatte die Jugendfreundin Richard Wagners erste Auftritte am Hoftheater in Kassel unter dem Dirigenten und Komponisten Louis Spohr.
Laut Augsburger Abendzeitung wurde sie bei ihren Gesangsstudien von Richard Wagner am Klavier begleitet. Er habe eine schwärmerische Zuneigung zu ihr entwickelt, die sie aber nicht erwiderte, was an Wagners damaliger "verbitterter und melancholischer Gemüthsstimmung" gelegen habe.
Maria Theresia Löw heiratete den Heldentenor Karl August Lehmann und wurde die Mutter von Lilli Lehmann und Marie Lehmann, die beide später ebenfalls Sängerinnen werden sollten. Nach der Trennung von ihrem Mann um 1853 kümmerte sie sich um deren Gesangsausbildung. Neben ihren Töchtern betreute sie weitere Künstler ihrer Epoche, unter anderem am Deutschen Landestheater in Prag, wo sie ab 1853 lebte.
Nach ihrem Rückzug von der Bühne als Sängerin arbeitete sie als Harfenistin im Prager Ständetheater im Orchester und sorgte dafür, dass Richard Wagners Opern Tannhäuser und Lohengrin 1854 bzw. 1856 dort ihre Prager Erstaufführungen erfuhren. Wagner habe diesen Liebesdienst nie vergessen und ehrte Maria Theresia Löw, indem er ihre Tochter Marie für das Sopransolo in Beethovens Neunter Sinfonie bei der Grundsteinlegung des Bayreuther Festspielhauses 1872 engagierte.
Maria Theresias Onkel (Bruder des Vaters) war der geadelte bayerische Regierungsrat Johannes Loew (1771–1833) aus Speyer, dessen Tochter Amalie Loew (1811–1879) den Fürsten Karl Theodor von Wrede geheiratet hatte.

## Quelle und Literatur
- Lilli Lehmann: Meine Gesangskunst. Berlin 1902
- Lilli Lehmann: Mein Leben. Leipzig 1913, Neudruck 1977